# Olimpíada d'escacs de 2024
L'Olimpíada d'escacs de 2024 és la 45a edició oficial de les Olimpíades d'escacs, torneig d'escacs organitzat per la Federació Internacional d'Escacs (FIDE) i que comprèn un torneig obert i un de femení, així com diversos esdeveniments per a promoure el joc d'escacs. Té lloc a Budapest, Hongria, del 10 al 23 de setembre de 2024. És la primera Olimpíada d'escacs que té lloc a Hongria des que Budapest va acollir la II Olimpíada d'escacs no oficial el 1926.
El total de participants és de 1.884: 975 a l'Open i 909 a la prova femenina. El nombre d'equips inscrits és de 197 de 195 nacions a la secció Open i 183 de 181 nacions a la competició femenina. Ambdues seccions van establir rècords de participació d'equips. Diverses seleccions nacionals van fer el seu debut a l'esdeveniment femení i moltes jugadores amb nens menors d'un any van decidir jugar, la qual cosa és en gran part el resultat dels programes "Iniciativa de l'equip femení nacional" i "ChessMom" dirigits per la Comissió de Dones de la FIDE per garantir la igualtat de gènere i donar suport a l'atenció a la infància. A més, també és la primera Olimpíada d'escacs que els equips de refugiats participen en ambdues seccions gràcies a l'esforç realitzat a través de la iniciativa de la FIDE per als refugiats "Escacs per a la protecció". La seu principal de l'Olimpíada d'escacs és el Centre d'Esports i Conferències SYMA. L'àrbitre en cap de l'esdeveniment és l'Àrbitre Internacional d'Eslovàquia, Ivan Syrovy.

## Antecedents i rerefons
L'Olimpíada d'escacs és un torneig d'escacs biennal en el qual equips que representen federacions nacionals competeixen en un esdeveniment d'estil olímpic. La primera edició no oficial, etiquetada com a "Jocs Olímpics d'escacs", es va celebrar a París l'any 1924, i va coincidir amb els Jocs Olímpics d'estiu que van tenir lloc a la ciutat al mateix any. Tot i que l'esdeveniment no formava part oficialment dels Jocs Olímpics i els guanyadors no van rebre medalles olímpiques oficials, s'hi aplicaven les regles dels Jocs Olímpics. Els organitzadors dels Jocs Olímpics d'estiu van definir els escacs com a un esport, però exigia que només hi poguessin participar els aficionats, cosa que suposava un problema perquè era difícil traçar una línia entre aficionats i professionals. La primera edició oficial de l'Olimpíada d'escacs es va celebrar a Londres l'any 1927. Fins al 1950 el torneig s'organitzava a intervals irregulars. A partir d'aleshores s'ha celebrat bianualment. La primera Olimpíada femenina d'escacs va tenir lloc a Emmen el 1957; des de l'any 1976, el torneig femení se celebra simultàniament a un torneig obert a les Olimpíades d'escacs. L'antiga Unió Soviètica ha estat històricament la nació amb més èxit amb 18 medalles d'or guanyades.
El novembre de 2019 es va obrir el procediment de licitació per a l'Olimpíada d'Escacs 2024 i el Congrés de la FIDE en relació amb les ofertes per a la Copa del Món Femenina 2022 i la Copa del Món d'Escacs 2023. Cada ciutat interessada a organitzar l'esdeveniment havia de presentar la seva oferta a la FIDE abans de l'1 de maig de 2020. Les ofertes havien de garantir que totes les disposicions necessàries d'acord amb el Reglament de l'Olimpíada del Manual de la FIDE estarien cobertes per l'organitzador, inclosos els articles 4.1, 4.2. i 4.3 relatius al comitè organitzador, les finances i la prestació de serveis i beques, respectivament. Només hi va haver una candidatura per acollir l'Olimpíada d'escacs a Budapest, que va ser aprovada per l'Assemblea General de la FIDE el desembre de 2020. Les autoritats polítiques hongareses, els jugadors d'escacs, així com els membres destacats del moviment olímpic i l'administració esportiva han expressat el seu suport incondicional a l'esdeveniment. És la primera Olimpíada d'escacs que té lloc a Hongria des que Budapest va acollir la 2a Olimpíada d'escacs no oficial el 1926.
La 45a Olimpíada d'escacs estava programada inicialment per tenir lloc a Minsk el 2022, però la FIDE va decidir traslladar-la des d'allà i reobrir la candidatura després que els organitzadors bielorussos no aconseguissin garantir les seves obligacions organitzatives i financeres. Després de no trobar un amfitrió alternatiu per a l'esdeveniment el 2022, la FIDE va decidir traslladar la 44a Olimpíada d'escacs del 2021 al 2022, de manera que l'esdeveniment programat per al 2024 a Budapest és la 45a Olimpíada d'escacs.